# 圣额我略修道院
圣额我略修道院（希臘語：Μονή Οσίου Γρηγορίου；英语：Osiou Gregoriou monastery）是希腊阿索斯山的一座东正教修道院，名列第17位。它依海而建，在半岛的东南侧，毗邻西蒙岩修道院和圣保罗修道院。

## 历史
它是由圣额我略（Gregorios）创建 供奉圣尼古拉。
15世纪末的俄罗斯朝圣者以赛亚提到，修道院的半数是斯拉夫人或阿尔巴尼亚人。
1990年修道院有71名修士。修道院有279册手稿，其中11册写在羊皮纸上，还有大约6,000册印刷书籍。